# رابرت وودوارد
رابرت برنز وودوارد (به انگلیسی: Robert Burns Woodward) (زاده ۱۰ آوریل ۱۹۱۷ - درگذشته ۸ ژوئیه ۱۹۷۹) شیمیدان آلی آمریکایی زاده بوستن بود. از نظر بسیاری او برترین شیمیدان آلی قرن بیستم محسوب می‌شود. او سهم بزرگی در کمک به شیمی آلی مدرن مخصوصاً در سنتزها و تعیین ساختار پیچیده تولیدات طبیعی دارد. او از نزدیک با رولد هافمن دربارهٔ مطالعات نظری واکنش‌های شیمیایی کار کرده‌است. او برنده جایزه نوبل شیمی در سال ۱۹۶۵ گردید.